# Břežanka a Břežanský rybník
Břežanka a Břežanský rybník este o arie protejată (arie specială de conservare — SAC, sit de importanță comunitară — SCI) din Republica Cehă întinsă pe o suprafață de 20,01 ha, integral pe uscat.

## Localizare
Centrul sitului Břežanka a Břežanský rybník este situat la coordonatele 48°52′24″N 16°19′57″E / 48.873333°N 16.3325°E.

## Înființare
Situl Břežanka a Břežanský rybník a fost declarat sit de importanță comunitară în aprilie 2005 pentru a proteja 1 specie de animale. Situl a fost protejat și ca arie specială de conservare în aprilie 2017.

## Biodiversitate
Situată în ecoregiunea panonică, aria protejată conține 1 habitat natural: Păduri aluvionare cu Alnus glutinosa și Fraxinus excelsior (Alno-Padion, Alnion incanae, Salicion albae).
La baza desemnării sitului se află o specie protejată de  nevertebrate: Vertigo moulinsiana.